# Thomas Clarke (cyclisme)
Thomas Clarke (né le 6 avril 1995 à Canberra) est un coureur cycliste australien. Spécialisé dans les disciplines de vitesse sur piste, il a notamment remporté deux manches de Coupe du monde en 2018-2019.

## Biographie
En avril 2018, il participe aux Jeux du Commonwealth de 2018 en paracyclisme. Il obtient deux médailles de bronze en tant que pilote pour le coureur malvoyant Brad Henderson.

## Palmarès

### Coupe du monde
- 2018-2019
  - 1er de la vitesse individuelle à Hong Kong
  - 1er de la vitesse par équipes à Hong Kong (avec Matthew Richardson et James Brister)
  - 2e de la vitesse par équipes à Cambridge

### Championnats d'Océanie
| Édition / Épreuve | Vitesse par équipes |
| Invercargill 2015 | Bronze              |
| Invercargill 2016 | Argent              |
| Invercargill 2019 | Argent              |

### Championnats d'Australie
- 2018
  -  Champion d'Australie de vitesse par équipes (avec Matthew Glaetzer et Patrick Constable)
- 2019
  -  Champion d'Australie du keirin